# Zygaena laeta
Zygaena laeta ist ein Schmetterling (Nachtfalter) aus der Familie der Widderchen (Zygaenidae).

## Merkmale

### Falter
Die Falter erreichen eine Flügelspannweite von 26 bis 34 Millimetern. Die Vorderflügel sind gestreckt und haben breite, zusammenlaufende, rote Längsstreifen, die durch zwei schwarze Punkte, einen schwarzen Keil und einen dunklen Außenrand unterbrochen werden. Die Hinterflügel sind rot mit einem schmalen, dunklen Außenrand. Die Fühler haben am Ende eine keulenartige Verdickung. Die Falter besitzen eine rote Halskrause. Der Thorax ist schwarz, der Hinterleib ca. zur Hälfte kräftig rot gefärbt und nur ganz am Ende wieder schwarz, wodurch sich die Art leicht von anderen Rotwidderchen-Arten unterscheiden lässt. Der Rüssel ist gut ausgebildet.

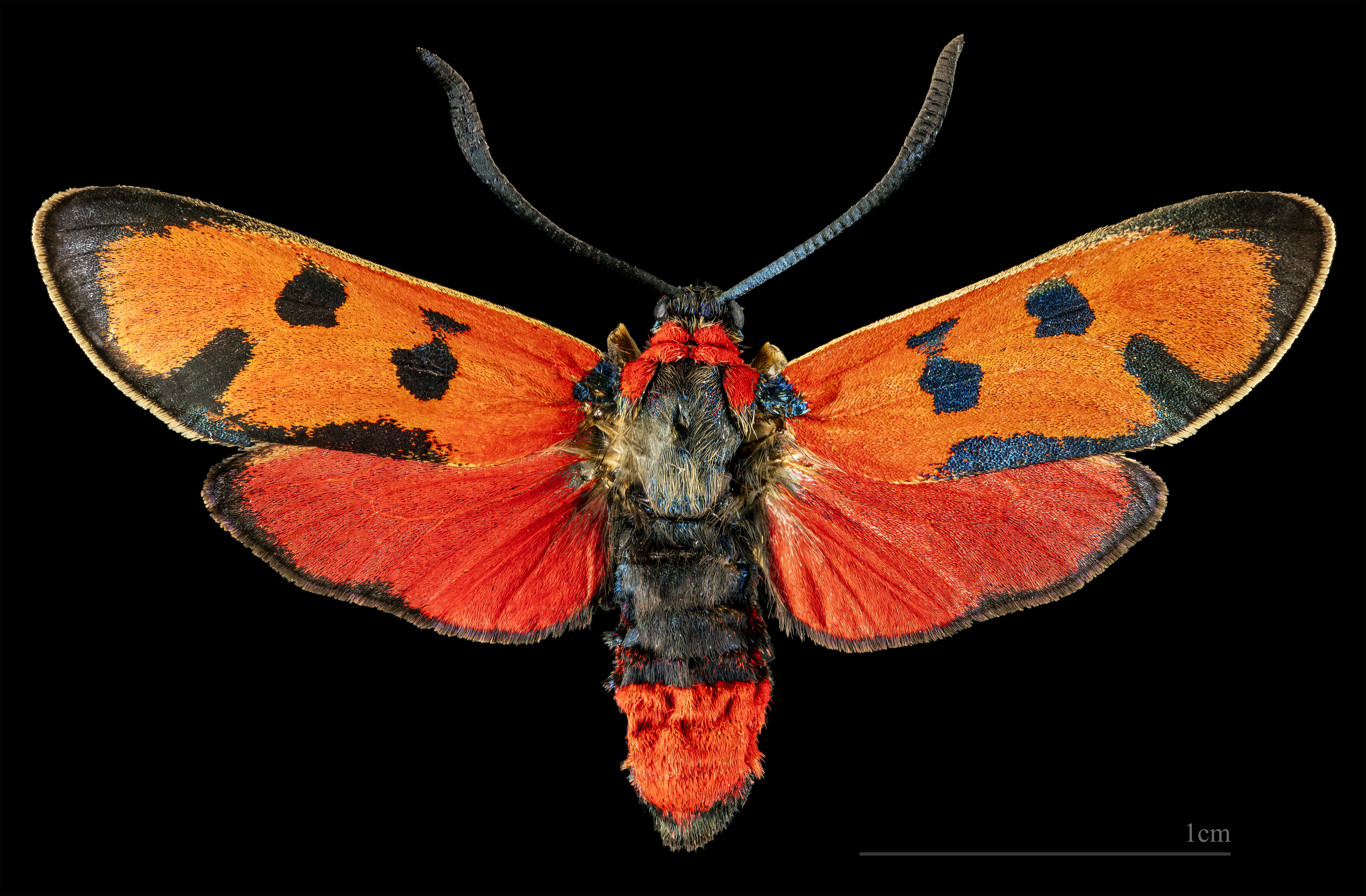
♂
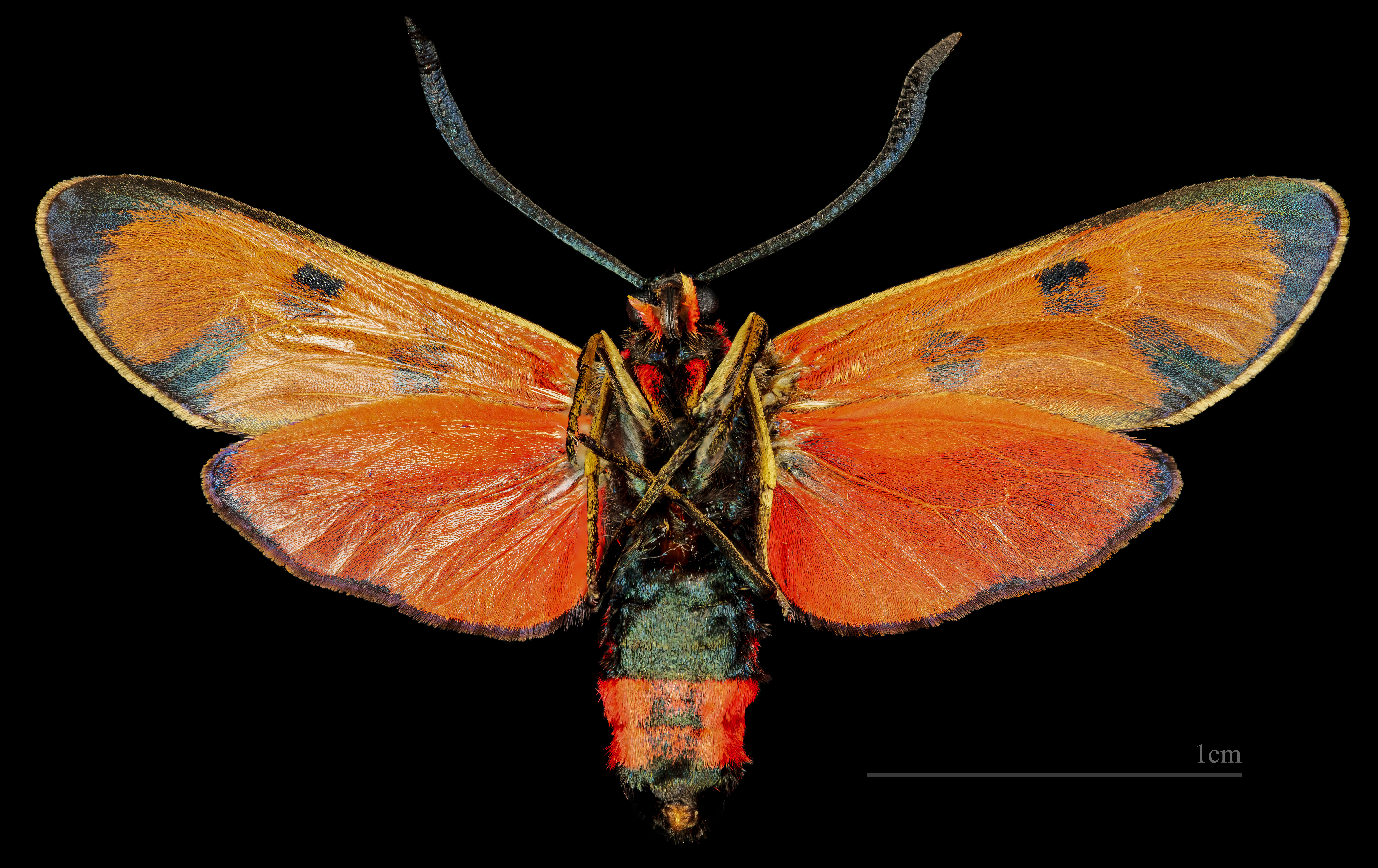
♂ △

### Ei
Die Eier sind elliptisch und von gelbweißer Farbe.

### Raupe
Die frisch geschlüpften Raupen sind zunächst einfarbig gelbweiß. Ausgewachsen sind sie von gedrungener, stark gewölbter Gestalt und hell blaugrün gefärbt. Sie haben undeutliche weißliche Rücken- und Seitenlinien, die von schwarzen und gelben Punkten eingerahmt werden.

### Puppe
Die Puppe ist gelblich, im vorderen Teil dunkelbraun.

## Vorkommen
Die Art kommt im südöstlichen Mitteleuropa über Ungarn bis zum Schwarzen Meer, im Süden in Griechenland und der Türkei vor. Im deutschsprachigen Raum ist sie in Niederösterreich (etwa in der Wachau) und dem Burgenland zu finden und bevorzugt trockene Regionen, zum Beispiel Steppengebiete.

## Lebensweise
Die Falter sind tagaktiv, fliegen schwirrend vorzugsweise bei Sonnenschein und saugen gerne an verschiedenen Blüten wie z. B. Skabiosen (Scabiosa) und Ringdisteln (Carduus). In der Ruhe halten sie die Flügel dachförmig. Die Weibchen legen die Eier in kleinen Gruppen an der Futterpflanze ab. Die Raupen überwintern und verpuppen sich in einem langen, längsfaltigen, gelblichen Kokon.

### Flug- und Raupenzeiten
Die Falter fliegen in einer Generation im Juli und August. Die Raupen findet man ab August und nach der Überwinterung bis in den Juni.

### Nahrung der Raupen
Die Raupen ernähren sich überwiegend von Feld-Mannstreu (Eryngium campestre).